# Предсказанията на Нострадамус (филм)
 Тази статия е за японския филм.  За биографичния филм за Нострадамус вижте Нострадамус (филм).  
Предсказанията на Нострадамус (на японски: ノストラダムスの大予言) е японски филм на Тошио Масуда от 1974 г.

## Резюме
Технологичният прогрес не стои на едно място. В резултат на индустриалните зони – загиват гори, замърсяват атмосферата и океаните. Хората не осъзнават, че целия свят е изправен пред опасността от глобална катастрофа. Но има хора, които са загрижени за този проблем, и един от тях – професор Нишияма, чиито предци са били пазители на Предсказанията на Нострадамус. След изучаване и тълкуване на Предсказанията на Нострадамус знае, че края на света наближава. Никой не го слуша, докато не е станало твърде късно. Последствията не са принудени да чакат дълго.